# Museo de Aeronáutica (Belgrado)

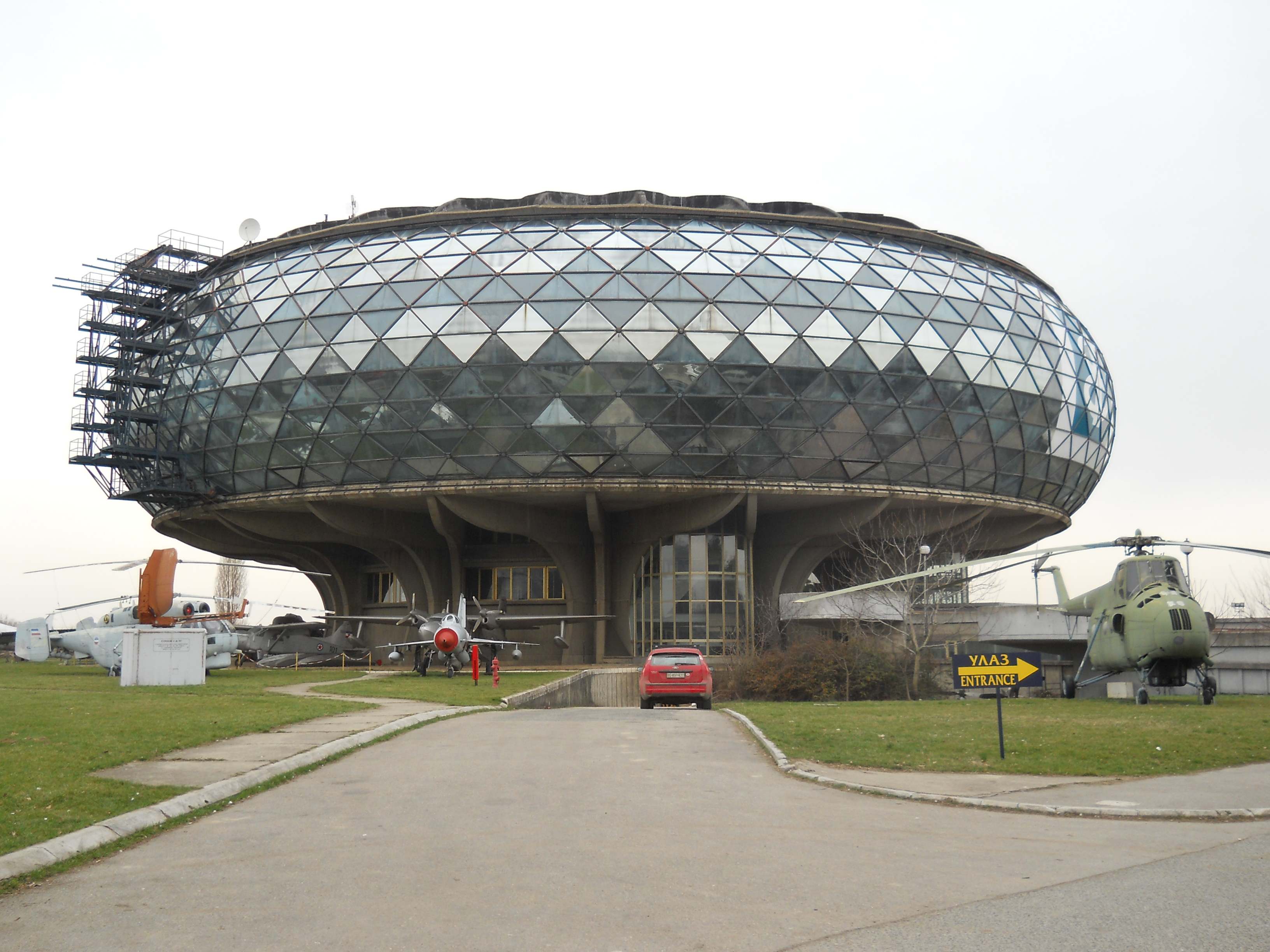
Museo de Aeronáutica — Belgrado

El Museo de Aeronáutica yugoslava (hoy: Museo de Aeronáutica — Belgrado) es uno de los principales museos de este tipo en el mundo, fundado en el año 1957, bajo el Comando de la Fuerza Aérea (RV и PVO). Desde 1989 se encuentra en un edificio moderno, que fue declarado monumento cultural en 2013 por el Gobierno Serbio, y está situado en el aeropuerto de Belgrado. Las colecciones del museo, además de un rico grupo de documentación adicional y archivos de todas las épocas y áreas de historia de la aviación, forman una colección de aviación civil y militar nacional y extranjera, y representan una fuente importante para la comprensión global del desarrollo de la aviación en esa zona desde 1911 hasta hoy en día.

## Historia
La historia del museo empieza en 1957 con la fundación por parte del Comando de la Fuerza Aérea del Departamento especial para la historia. Este departamento, que muy pronto fue rebautizado como Museo de Aeronáutica yugoslava, tenía el objetivo de recoger, guardar, estudiar y presentar exposiciones de todas las épocas del desarrollo de la aviación yugoslava, desde las primeras ideas sobre vuelos, hasta los tiempos modernos. Atención especial se presta a la historia de la aviación nacional, la edad pionera de la aviación, la Guerra de los Balcanes y la Primera Guerra Mundial.
Después de cambiar varias veces la localización del museo, que por un tiempo se encontraba en el edificio del Comando de Aeronáutica en Zemun (el edificio de la Casa de oficiales dentro del Viejo aeropuerto “Belgrado“, debajo de Bežanijska kosa), a finales de 1968 fue tomada la decisión de construir un edificio especialmente dedicado al Museo. Entre varias localizaciones propuestas para la nueva residencia, fue elegido un terreno dentro del complejo del aeropuerto de Belgrado (hoy aeropuerto Nikola Tesla), al lado derecho del camino, a una distancia de 200 m desde la entrada del edificio hasta la terminal del aeropuerto. Con eso se logró relacionar la historia de la aviación y la teoría con la práctica, al igual que mejorar significativamente el enriquecimiento del contenido del complejo público del aeropuerto. La decisión de elegir esta localidad, se debe a la frecuencia de movimientos de pasajeros y los visitantes potenciales del Museo, la viabilidad financiera de la construcción y la justificación museológica basada en la buena inclusión del ambiente del aeropuerto con el contenido.

## Arquitectura
El Museo de Aeronáutica fue construido en el período comprendido entre los años 1969-1989 dentro del complejo del aeropuerto Nikola Tesla, bajo el proyecto del arquitecto de Sarajevo Ivan Štraus, y las propuestas de construcción de ingenieros civiles de Belgrado. El Museo fue proyectado con el propósito de conseguir una rica y única colección de aviación. Gracias a la locación atractiva y la solución arquitectónica, al igual que a la riqueza de las exposiciones. Inmediatamente después de abrirse, se convirtió en uno de los museos principales del país.
Fue proyectado y construido como una construcción de base circular, con un sótano, una planta baja, un entresuelo, un piso y una galería. La división del espacio interior se hizo en dos partes, la parte administrativa-técnica y la de la exposición, y dicha división puede notarse claramente en la concepción de la construcción. La parte inferior del edificio, que está construida en forma de una especie de pedestal, la forman los espacios que representan la base del Museo y que permiten su funcionamiento, mientras que el espacio dedicado a las exposiciones está resuelto de una manera monumental y representativa. La afición de Štraus por formas escultóricas y geométricas le llevó hasta la forma más concisa: puro torus colocado sobre la base redonda. Precisamente esta forma de torus es la que hace que el Museo sea reconocible y único entre la arquitectura yugoslava de esta época. La calidad especial del edificio surge de su fachada de vidrio transparente, lo que contribuye a la fusión de la exposición del museo con el complejo del aeropuerto. La suma de calidades excepcionales de forma y una solución exitosa de los requisitos funcionales del edificio han dado como resultado una construcción de arquitectura única que forma parte de las obras clásicas de la arquitectura yugoslava de posguerra. El arquitecto Štraus ganó el premio federal de “Borba“ en la categoría del mejor logro arquitectónico del año 1989. El edificio hoy en día representa un símbolo visual prominente del Belgrado moderno.

## Colecciones del Museo
En las colecciones del Museo hay más de 200 aeronaves, de las cuales los visitantes pueden ver 50 dentro del edificio y 10 sobre la meseta alrededor del edificio. Algunas de las obras maestras se encuentran en el depósito del Museo, a la espera de su restauración. Entre ellas, sin duda el lugar más importante pertenece al cazador de producción italiana Fiat G-50, que es el único ejemplar guardado en el mundo. 
En el Museo se encuentra también la réplica de la aeronave Sarić 1, de Ivan Sarić, pionero de la aeronáutica de Subotica. Él hizo su primer vuelo en esa aeronave, de producción propia, en el año 1910. 
También tiene importancia histórica Оluj 11, el primer avión armado usado por el ejército serbio. En la exposición también se puede encontrar el primer avión construido en Serbia, Fizir FN, hecho en la primera fábrica de aviones en Serbia, Ikarus. 
Entre los aviones de producción propia, el lugar de honor lo ocupa el G-2 Galeb, primer avión doméstico con turborreactor que se producía en masa y que se utilizaba también en la aviación de países afines. Cuando se empezó a utilizar obtuvo el premio parisino Le Bourget como el mejor avión de su clase. 
Además de los aviones de desarrollo y de la producción propia, la colección contiene también un gran número de aviones de la Segunda Guerra Mundial, de diferentes orígenes, y de varios países participantes. Entre ellos se encuentran Hawker Hurricane, Supermarine Spitfire, Republic P-47 Thunderbolt, Yakovlev Yak-3, Ilyushin Il-2 , Messerschmitt Bf 109, Ме 109 G-2, etc. Después de que la OTAN bombardeara la República Federal de Yugoslavia en el año 1999, el Museo de Aeronáutica consiguió obtener un número importante de objetos para exhibir relacionados con este acontecimiento. Las piezas más importantes son las partes pertenecientes al llamado "bombardero invisible" americano F-117 y al caza F-16 Fighting Falcon, que fueron derribados por el Comando de la Fuerza Aérea. 
En el Museo hay disponible un gran número de documentos y textos sobre unidades e instituciones de aviación. En el año 2017 los derechos de la fundación del Museo fueron trasladados de la ciudad de Belgrado a la República Serbia.

## Galería

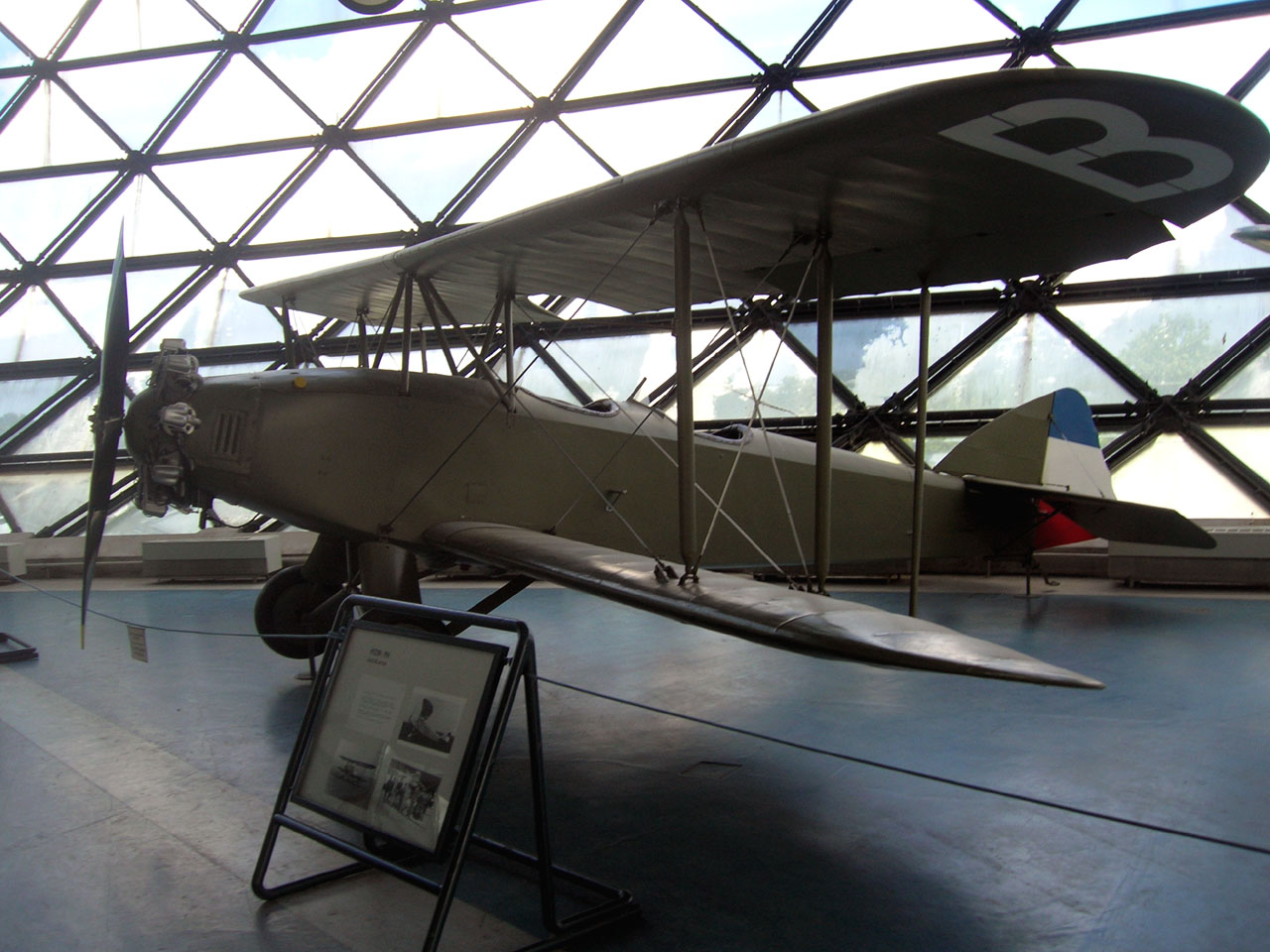
Fizir FN, primer avión yugoslavo de serie
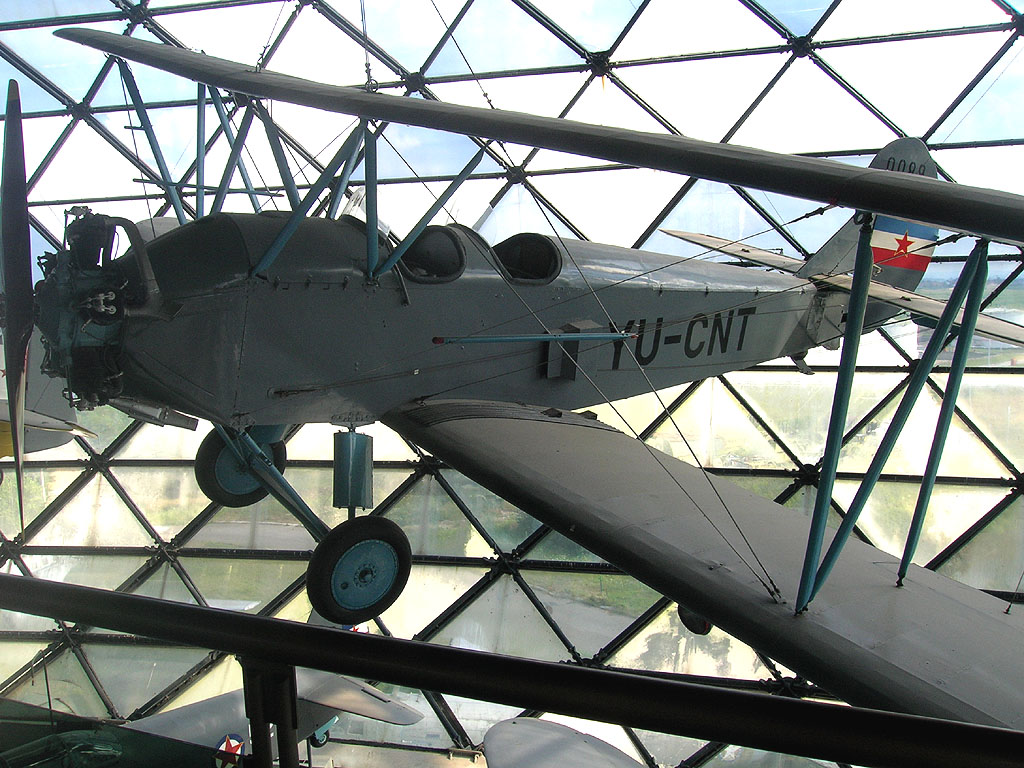
Pо-2, celebrado biplano soviético
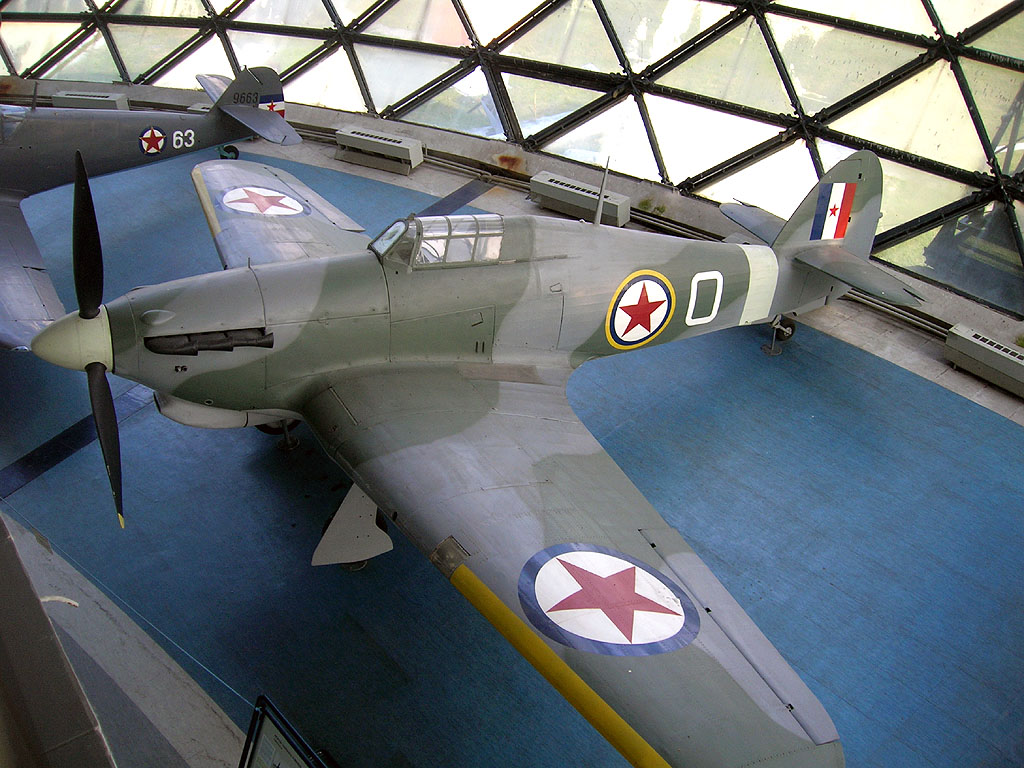
Hawker Hurricane Мk IV rp, con etiquetas ЈРВ.

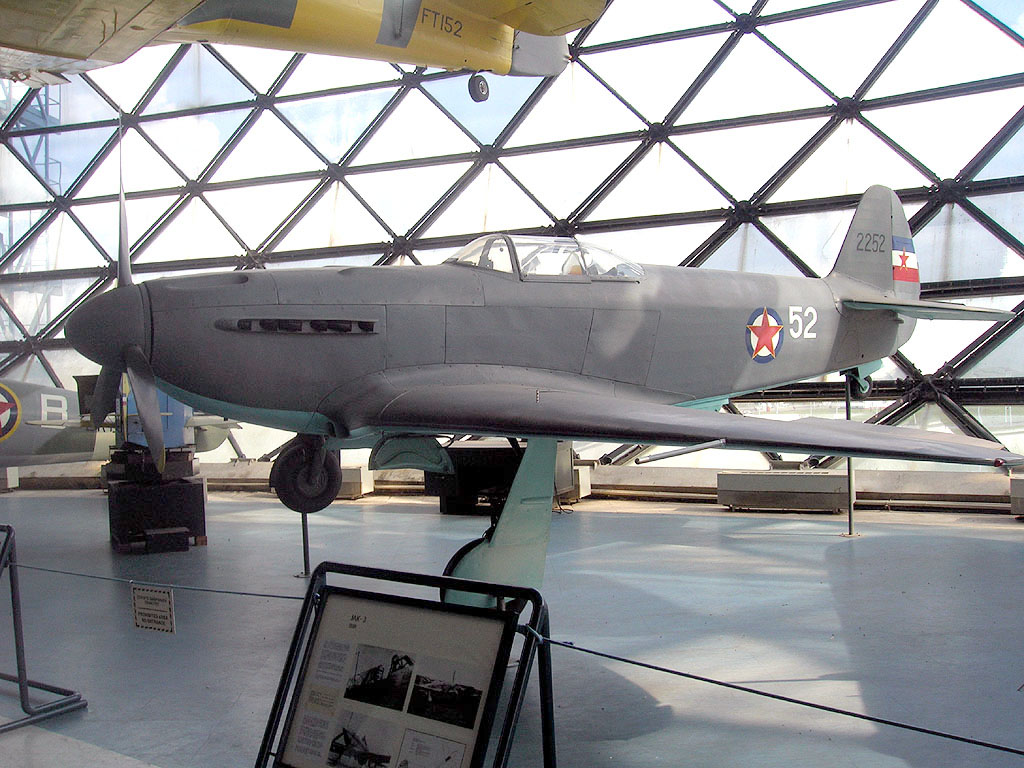
Único ejemplo completo Yak-3 del mundo
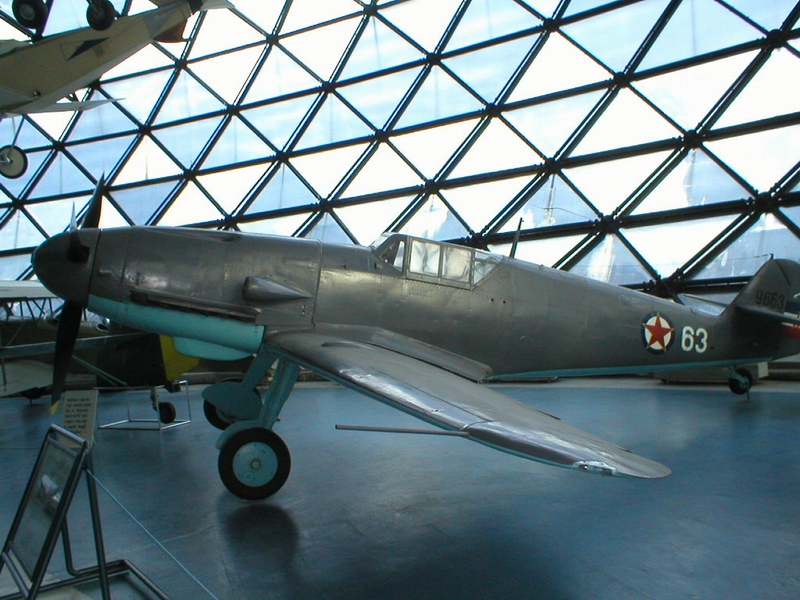
Messerschmitt  Bf 109 G2 con etiquetas ЈРВ.
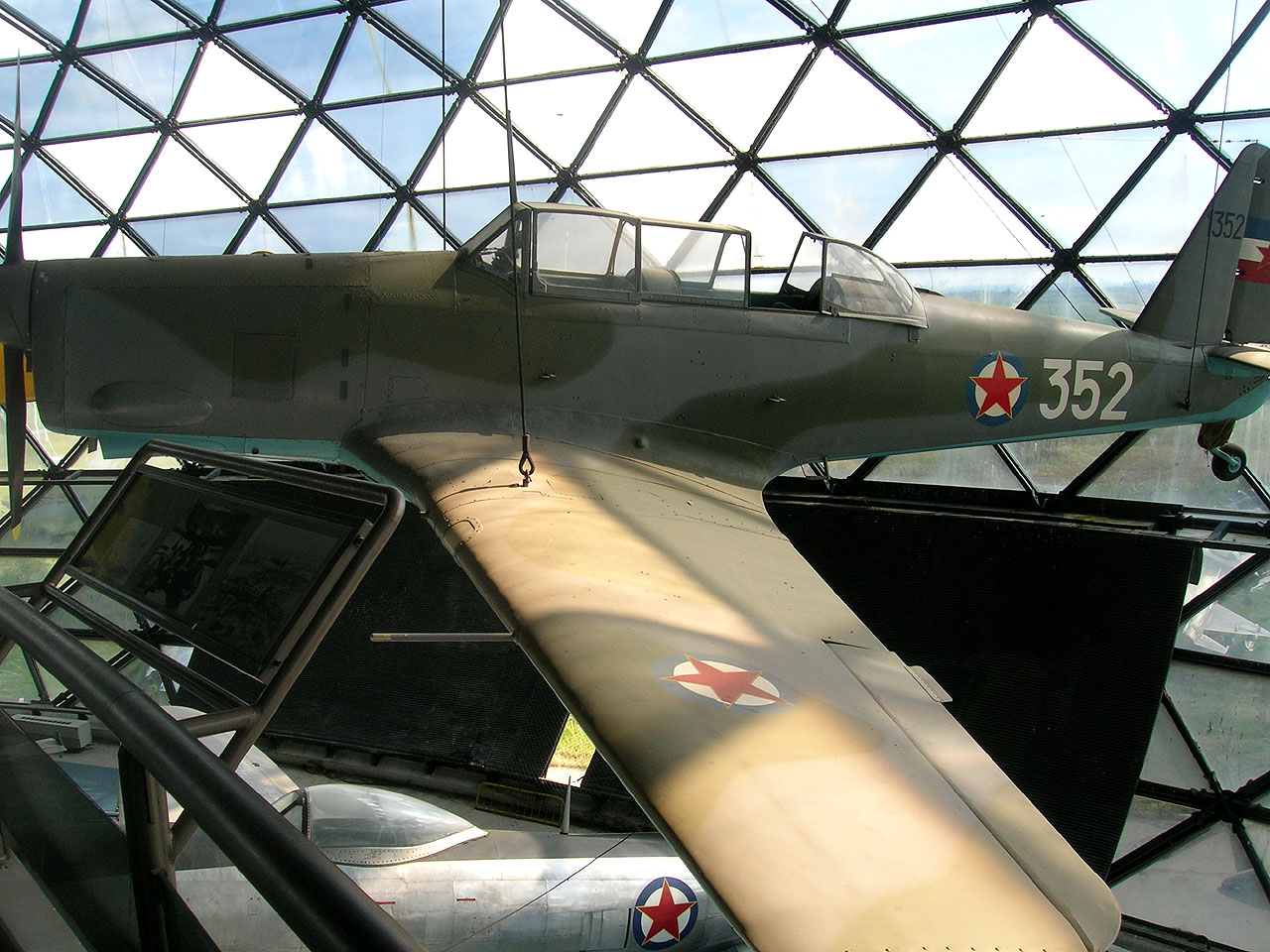
Utva 213

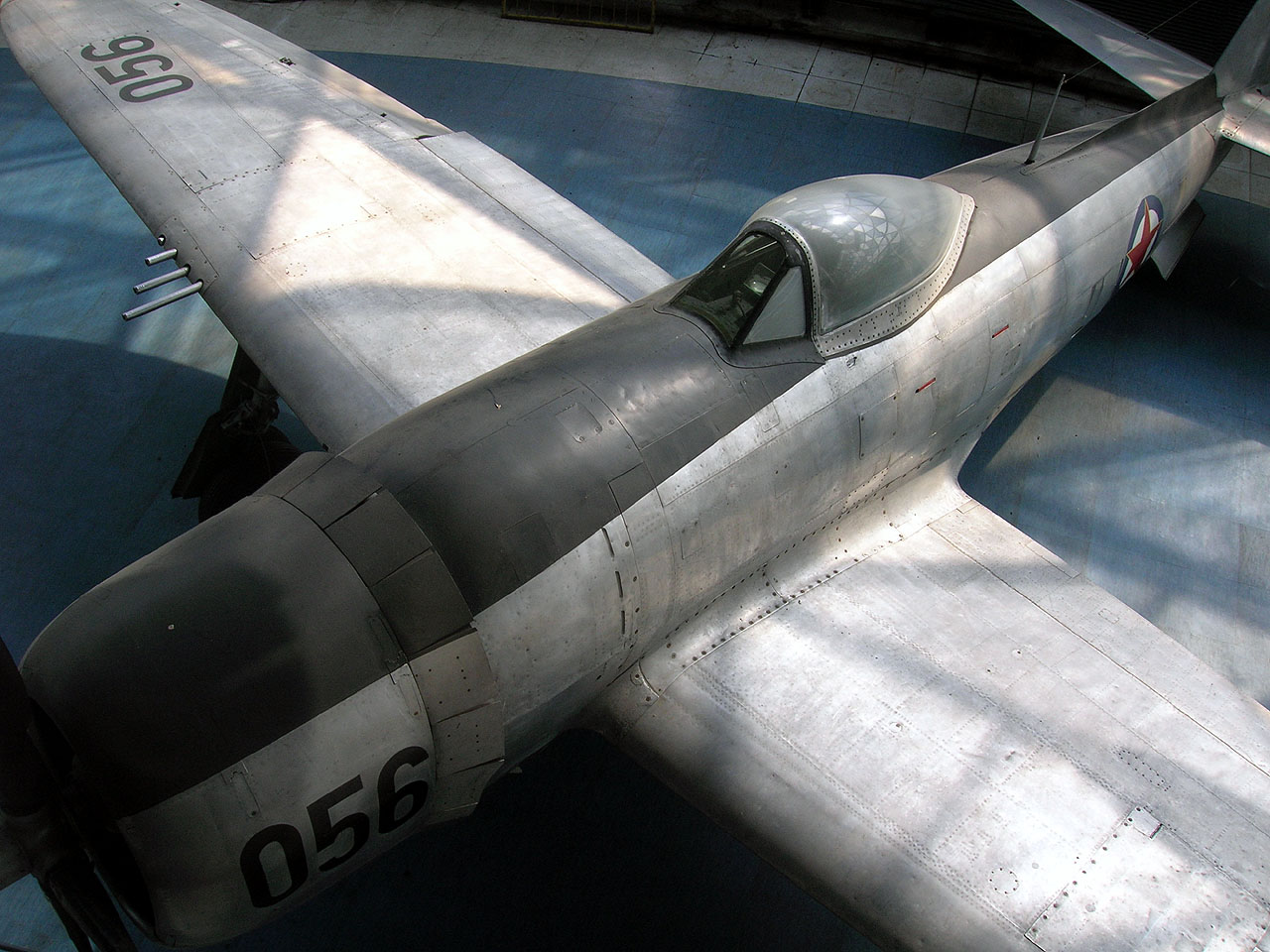
F-47D Thunderbolt
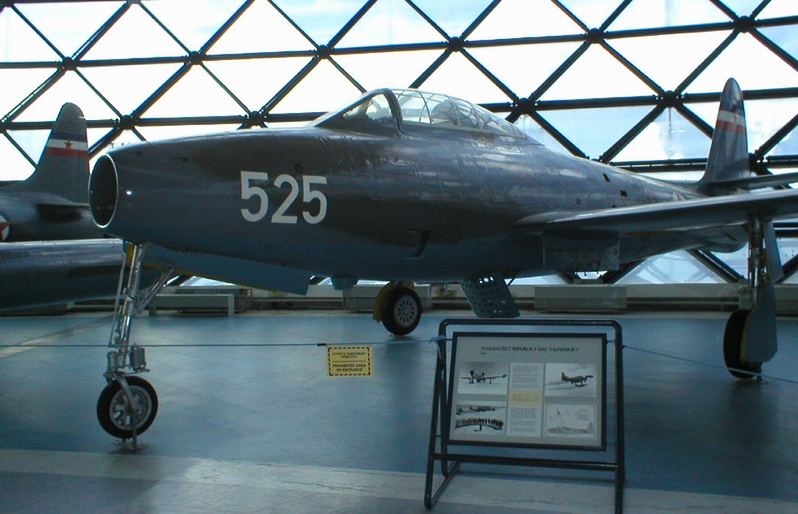
F-84 Thunderjet
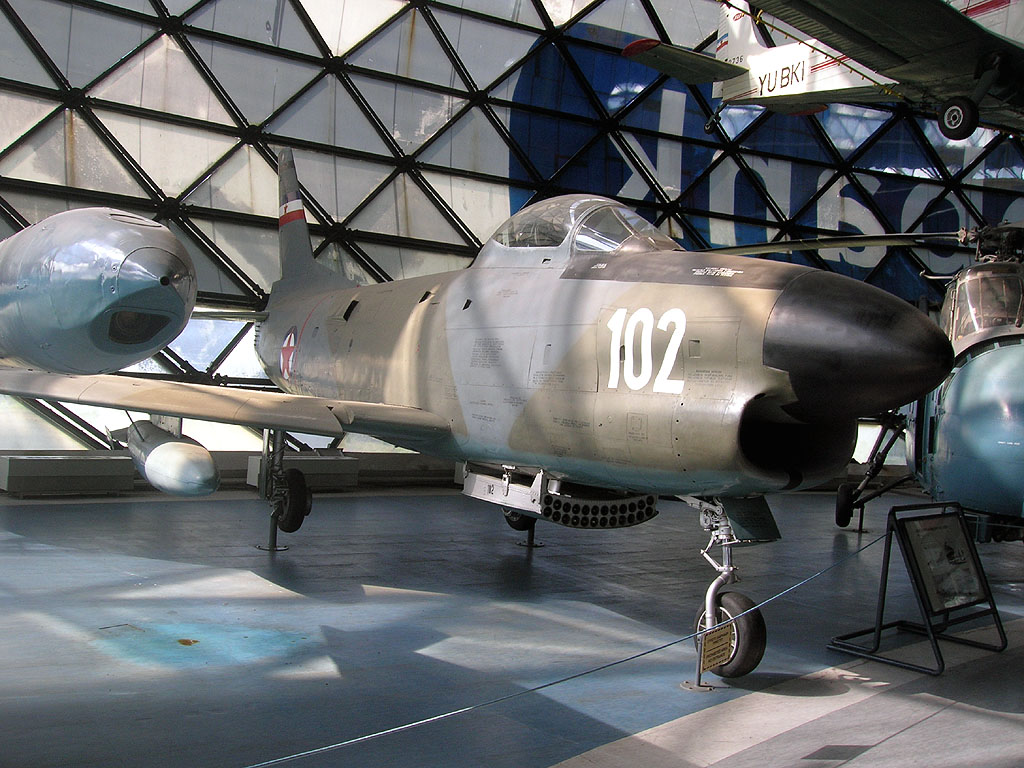
G-91

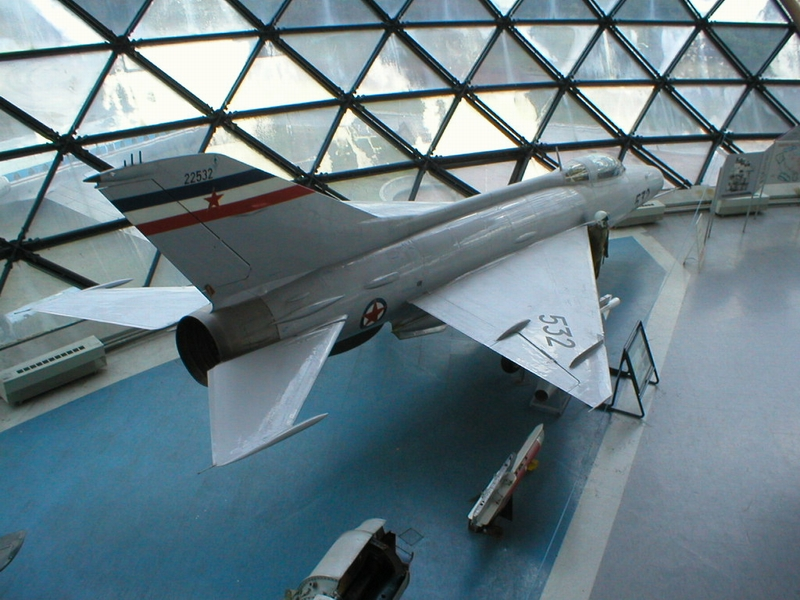
МiG-21F-13
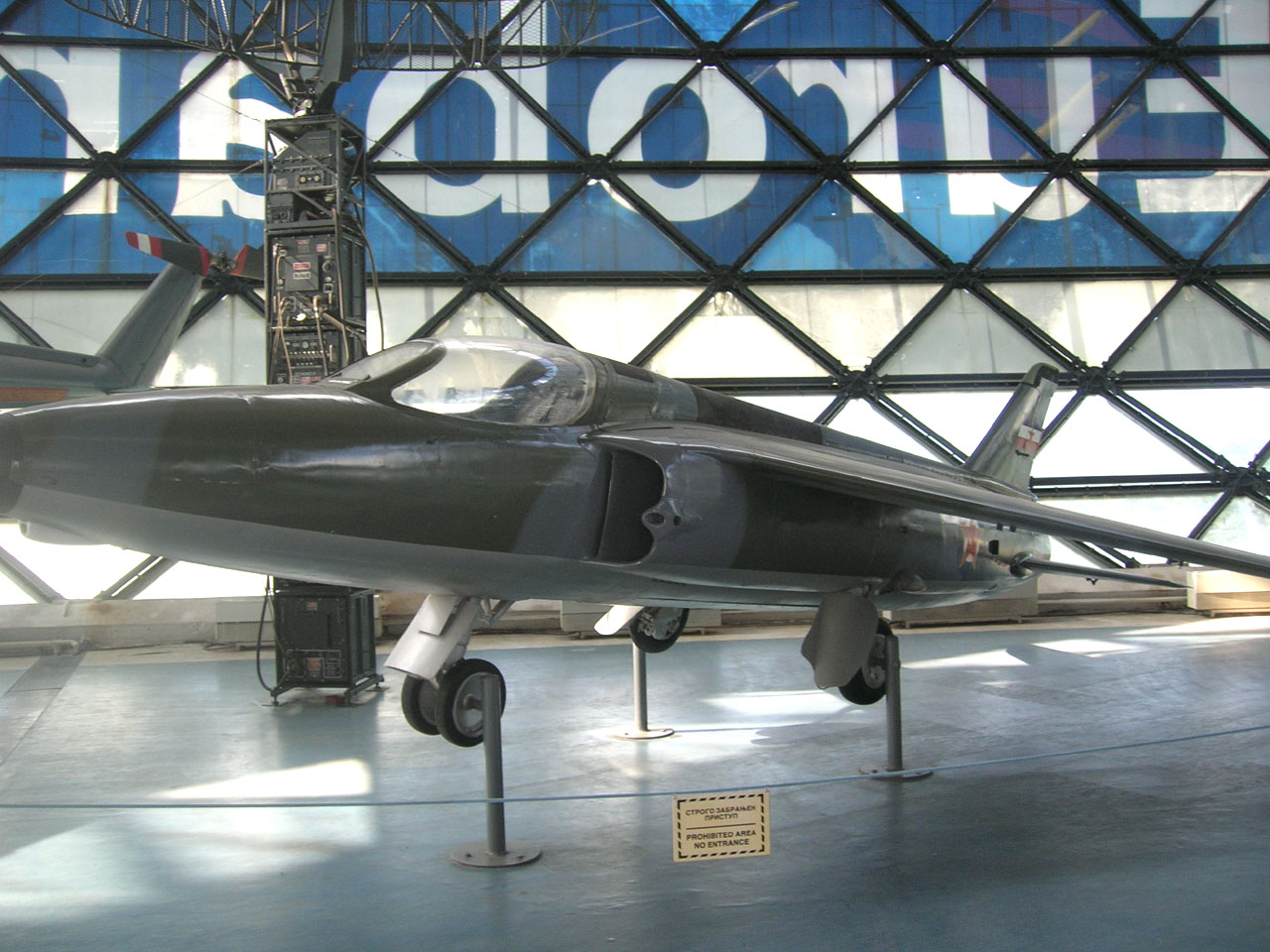
Folland Gnat  Мk.1
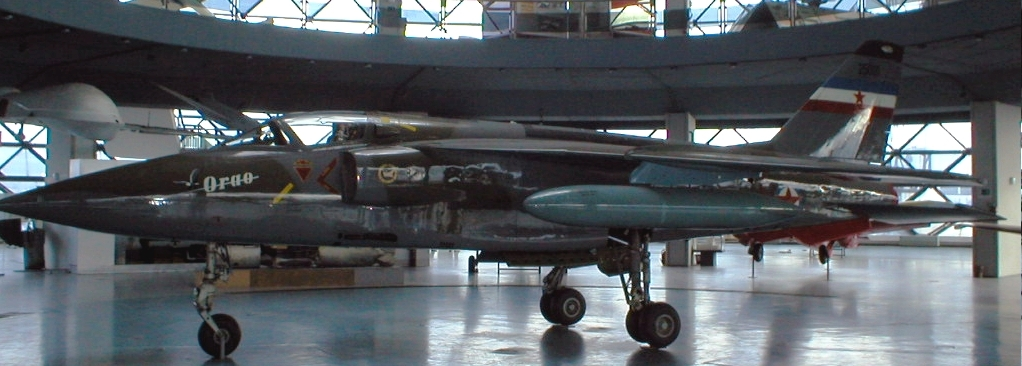
J-22 Оrao, prototipo

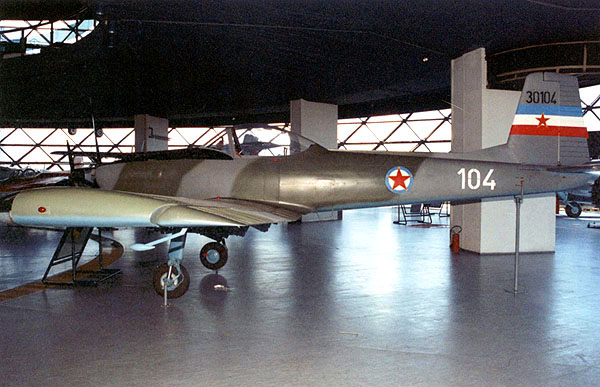
Ј-20 kraguj
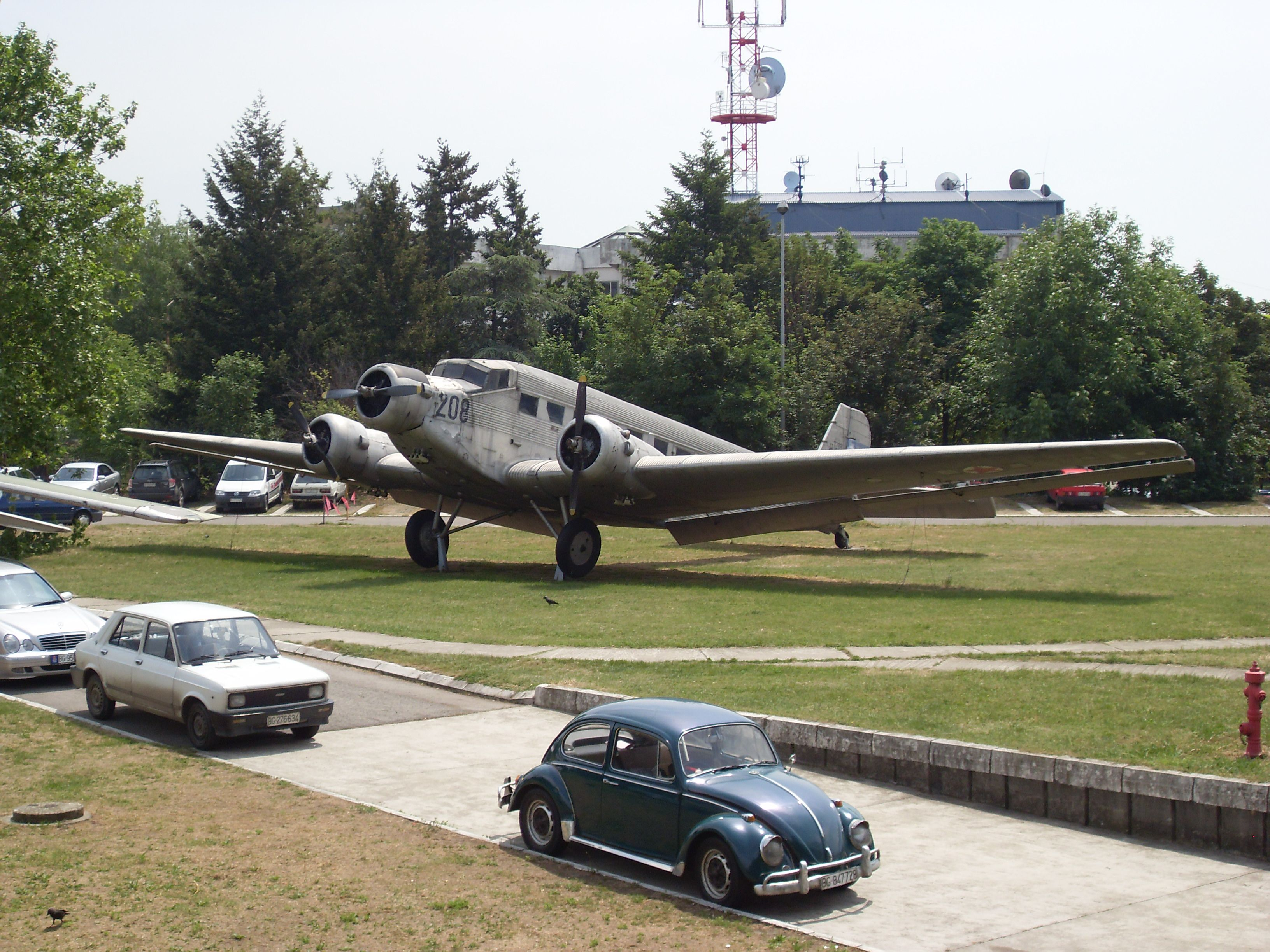
Junkers Ju 52
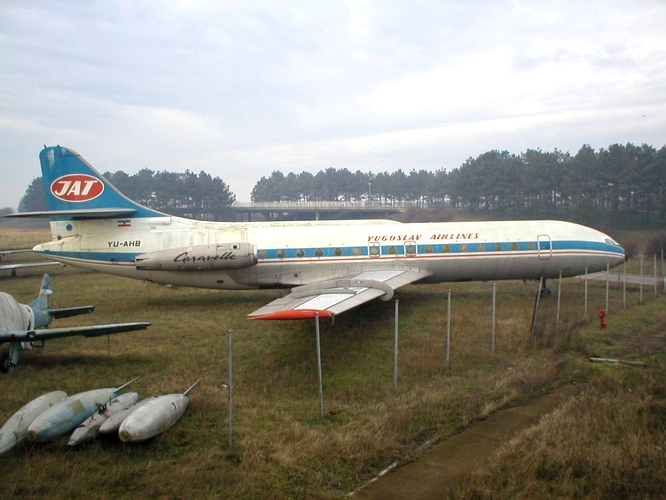
Caravelle SE-210, ЈАТ.

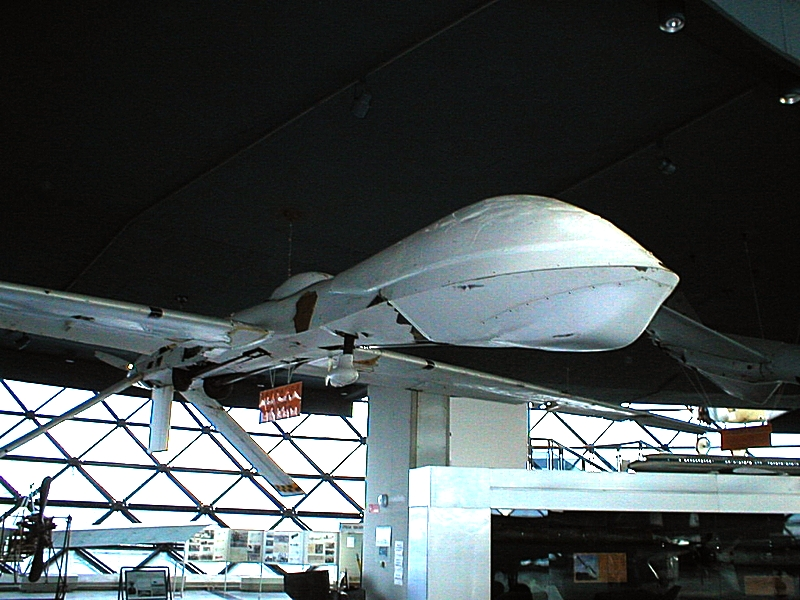
MQ-1 predador, derribado en 1999.
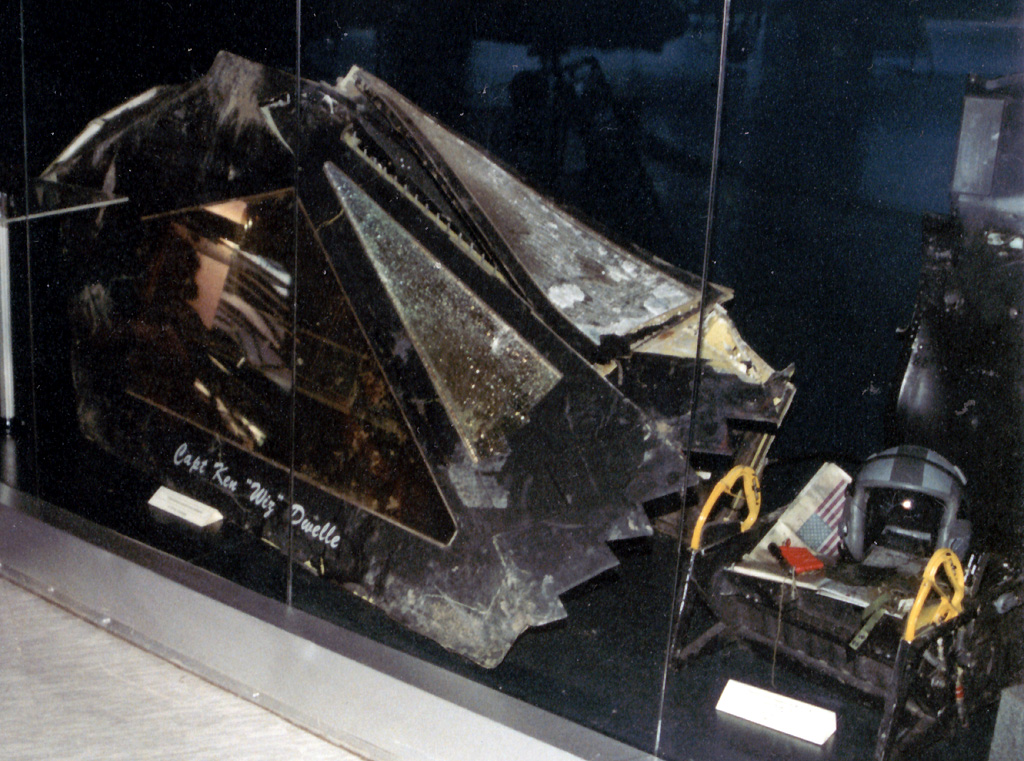
Cubierto de cabina F-117 Nighthawk, derribado 27. de marzo de 1999.
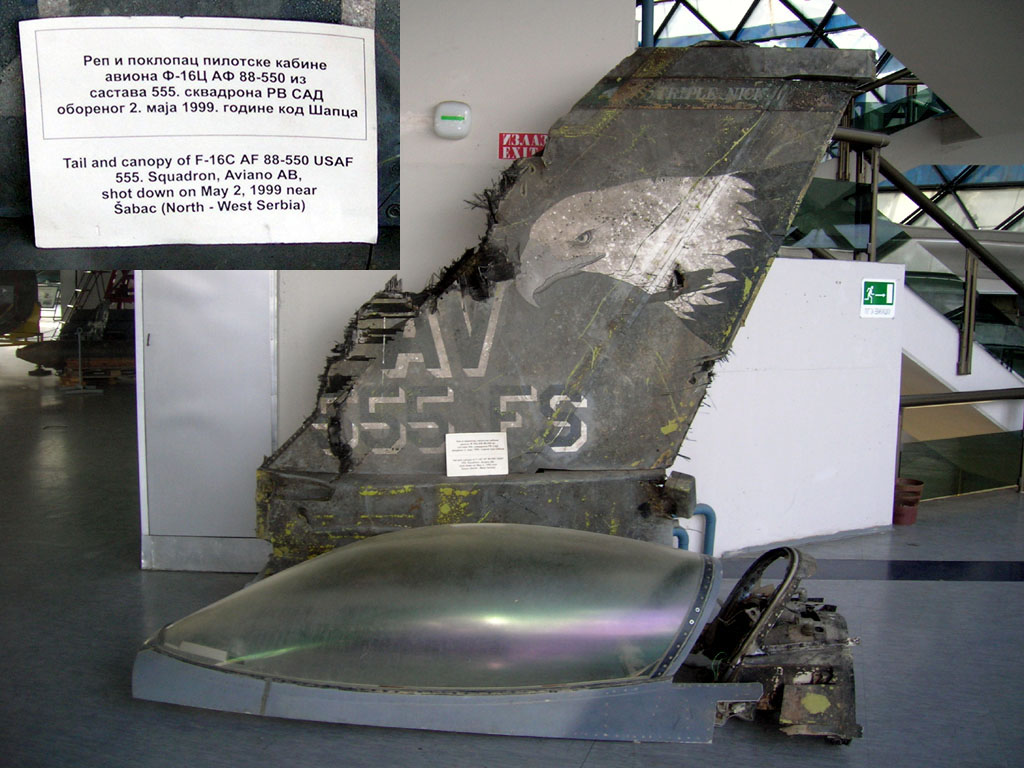
Partes del avión F-16C derribado 1999